# Personal Services
Personal Services è un  film del 1987 diretto da Terry Jones.
La pellicola è stata sceneggiata da David Leland.

## Trama
Una maîtresse del sud dell'Inghilterra dirige una casa a carattere sadomaso.

## Riconoscimenti
- 1987 - Evening Standard British Film Awards
  - Peter Sellers Award for Comedy